# Олена Мургочі
Олена Мургочі (рум. Elena Murgoci; нар. 20 травня 1960, Васлуй  — 24 серпня 1999, Тирговіште) — румунська легкоатлетка.

## Кар'єра
Олена Мургоічі народилась 1960 року, а вже у 1977 році, 17-річному віці її помітив Петра Мургоч, який став їй тренером.
У 1986 році спортсменка перемогла марафон в Тель-Авіві з результатом 2:49:32 та марафон в Пхеньяні з результатом 2:37:11. У 1987 році Олена Мургоічі виграла Карл Маркс Штадт Марафон у Хемніц з результатом 2:37:15. У 1988 році — перемогла марафон в Амстердамі з результатом 2:41:56, а рік пізніше виграла роттердамський марафон з результатом 2:32:03 (рекорд країни і траси).
У 1992 році вона зайняла 32-е місце на олімпійських іграх з результатом 3:01:46.
Шестиразова чемпіонка Румунії в марафоні (1985—1989, 1992) та триразова в бігу на 10 000 метрів (1986, 1988, 1989). Під час кар'єри встановила одинадцять рекордів країни.
На чемпіонаті світу з напівумарафону 1993 року Олена Мургоічі зайняла 5-е місце в особистій першості і перемогла у командному.
У вересні 1996 році румунська федерація легкої атлетики дискваліфікувала її довічно за допінг.

## Особисті рекорди
Джерело:
- біг на 3000 м — 8:58,28 (1988 р.)
- біг на 5000 м — 15:27,29 (Бухарест, 31 липня 1993 р.)
- біг на 10 000 м — 32:08,60 (Бухарест, 3 липня 1993 р.)
- напівмарафон — 1:10:13 (Бухарест, 21 серпня 1993 р.)
- марафон — 2:32:03 (Роттердам, 16 квітня 1989 р., Роттердамський марафон)[16]

## Доля після закінчення кар'єри
Після закінчення кар'єри Олена Мургоічі працювала легкоатлетичним тренером та діячкою легкої атлетики. 24 серпня 1999 року була убита своїм співмешканцем, Іоном Констандаке. Похована 28 серпня в Редю.

## Особисте життя
З шлюбу зі своїм тренером, Петра Мургочім, у неї був син Петру.